# Rusalka (Dvořák)

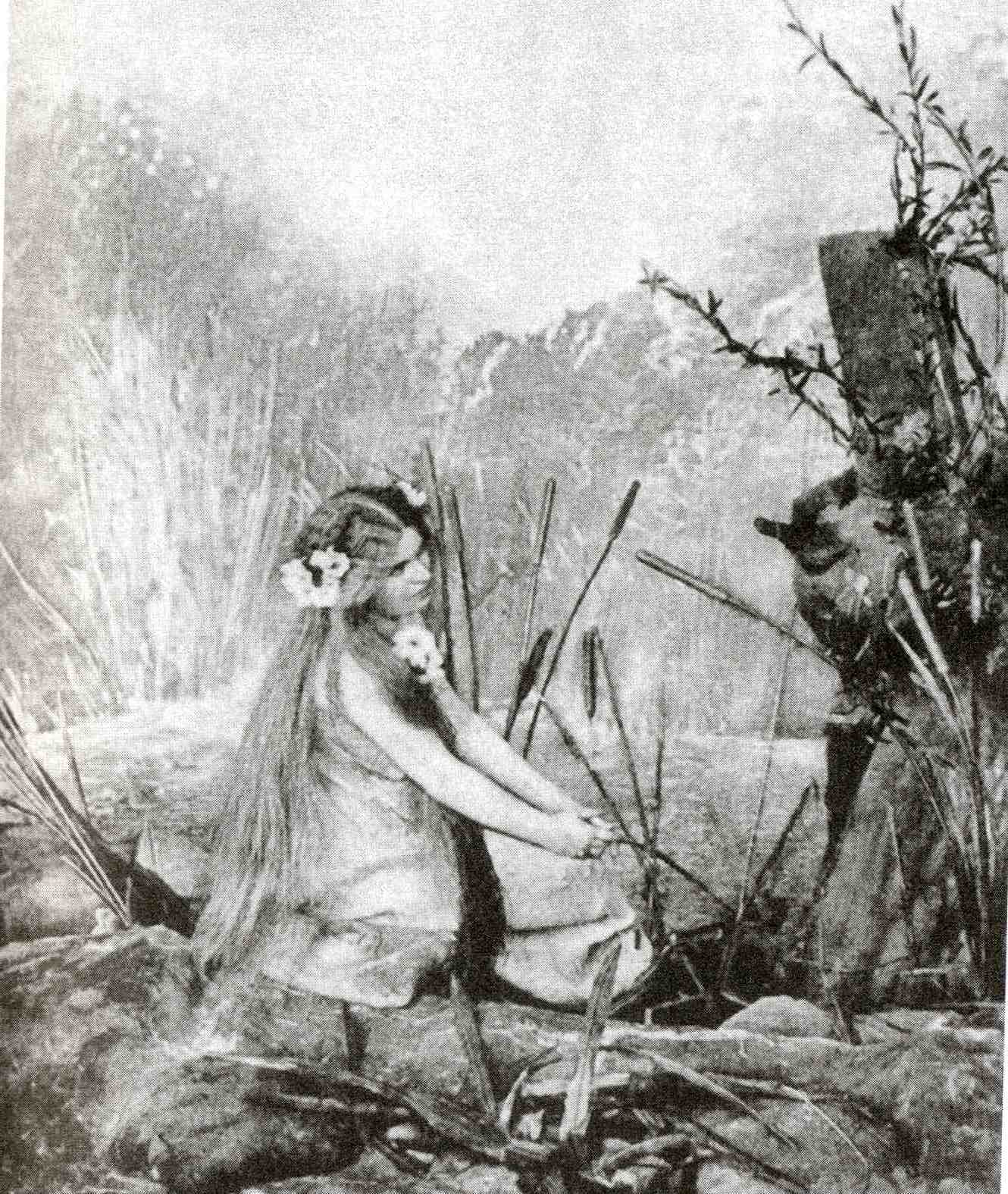
Růžena Maturová jako první Rusalka,
Národní divadlo, 1901

Rusalka je název romantické pohádkové opery Antonína Dvořáka. Tuto operu autor psal v závěrečném období své tvorby, kdy se věnoval pohádkovým námětům (např. předchozí opera Čert a Káča). Dílo vznikalo ve spolupráci s Jaroslavem Kvapilem, který je autorem libreta. V tomto díle se objevují pohádkové motivy v postavách Rusalky, Vodníka nebo Ježibaby, které se mísí se světem lidí (postavy Prince nebo Cizí kněžny). Premiéra proběhla v Národním divadle 31. března 1901 v obsazení nejlepších sólistů té doby (roli Rusalky jako první zpívala Růžena Maturová).
Tato opera je považována za klenot české opery v Čechách i ve světě. V průběhu své existence byla uvedena na předních světových scénách. Gustav Mahler, jenž byl v době vzniku této opery dirigentem vídeňské Dvorské opery, projevil o toto dílo zájem a už v roce 1910 byla českým souborem poprvé provedena ve Vídni.
Nejznámější árie z této opery je zpěv Rusalky k Měsíci: Měsíčku na nebi hlubokém, nejznámějším sborem pak píseň Květiny bílé po cestě. Velmi známá je též i árie vodníkova Celý svět nedá ti, nedá, dále árie ježibaby Čury mury fuk a prince Vidino divná, přesladká.
Podle serveru Operabase je v Čechách na pátém místě, před Janáčkovými Příběhy Lišky Bystroušky a za Smetanovou Prodanou nevěstou na prvním, Verdiho La Traviatou a Nabuccem na druhém a třetím a Mozartovou operou Le Nozze di Figaro na čtvrtém místě. Ve světě je na třicáté druhé příčce, což je krásné umístění, když vezmeme v potaz všechny světově uváděné opery. Z českých oper je však v počtu tou nejvíckrát uvedenou, na čtyřicáté příčce je pak Smetanova Prodaná nevěsta.

## Libreto
Když začal Jaroslav Kvapil pracovat na libretu Rusalky, měl již napsáno několik operních libret (například Deboru, zhudebněnou Josefem Bohuslavem Foersterem). Původně však psal toto libreto pro Aloise Jiránka, což byl český skladatel působící na Ukrajině. Ale po dokončení si uvědomil, že napsal opravdový skvost, a tak libreto Jiránkovi neposlal, ale nabídl ho několika českým autorům – Oskaru Nedbalovi, Josefu Sukovi, Josefu Bohuslavu Foersterovi a Karlu Kovařovicovi. Ani jeden z nich však neměl o libreto zájem. Dvořák byl v té době považován za mistra, proto si mu Kvapil netroufl své dílo nabídnout. Až když Národní divadlo zveřejnilo inzerát, že Dvořák shání libreto k zhudebnění, prostřednictvím tehdejšího ředitele divadla Františka Adolfa Šuberta je nabídl Dvořákovi. Toho toto téma velmi zaujalo a po poradě se svým přítelem Emanuelem Chválou ho přijal.
Kvapil tvrdil, že se při psaní tohoto díla nechal inspirovat především Erbenovou Kyticí a že se snažil  co nejvíce se přiblížit k české tradici. Ale nacházíme zde hned několik děl, kterými se zjevně inspiroval – Hans Christian Andersen a jeho Malá mořská víla, Friedrich de la Motte Foqué a jeho povídka Undine, Gerhart Hauptmann a jeho drama Potopený zvon. Nicméně v době, kdy byly vztahy mezi Čechy a Němci napjaté, se nelze divit, že nepřiznává německé vlivy ve svém díle.
Nejedná se ale o první Kvapilovu práci na toto téma. Již ve svých předchozích dílech se zabýval odlišností různých světů. Například v Princezně Pampelišce lze pozorovat královskou dceru, která je ochotná se všeho vzdát, jen aby mohla žít po boku milovaného muže, nakonec ale slábne a umírá, protože není schopná žít v nuzných podmínkách. V Rusalce toto téma ještě prohlubuje a staví proti sobě dva odlišné světy, lidský a nadpřirozený. Kvapil zde čerpá více inspirace z období fin de siècle než z romantické tradice.
V tomto libretu autor bohatě využívá jazykové prostředky a citlivě odstiňuje výraz a náladu každého výstupu. Velmi charakteristická je i lyričnost, která pak byla Dvořákovi inspirací při komponování.

## Osoby a první obsazení
| osoba                                            | hlasový obor                    | premiéra (31. 3. 1901) |
| ------------------------------------------------ | ------------------------------- | ---------------------- |
| vodník                                           | bas                             | Václav Kliment         |
| Rusalka                                          | soprán                          | Růžena Maturová        |
| Ježibaba                                         | mezzosoprán (alt)               | Růžena Bradáčová       |
| 1. lesní žínka                                   | soprán                          | Amalie Bobková         |
| 2. lesní žínka                                   | soprán                          | Ella Tvrdková          |
| 3. lesní žínka                                   | alt                             | Helena Towarnická      |
| princ                                            | tenor                           | Bohumil Pták           |
| lovec                                            | baryton                         | František Šír          |
| cizí kněžna                                      | mezzosoprán (dramatický soprán) | Marie Kubátová         |
| hajný                                            | buffo tenor/ baryton            | Adolf Krössing         |
| kuchtík                                          | soprán                          | Vilemína Hájková       |
| Rusalky, princova družina, svatební hosté        |                                 |                        |
| Dirigent: Karel Kovařovic, režisér: Robert Polák |                                 |                        |

## Obsah
Začátek prvního dějství se odehrává na palouku v lese poblíž jezera, který je osvícen měsíčním světlem a na němž tančí lesní žínky („Hou, hou, hou, stojí měsíc nad vodou!“). Pak přichází Vodník a laškuje s žínkami, které ale po chvíli prchnou a přichází za ním Rusalka („Hastrmánku, tatíčku“), odhaluje mu svou lásku k mladému muži, jež se chodí koupat do jejich jezera („Sem často přichází“) a po kterém touží tak, že je ochotná se kvůli němu stát člověkem, tedy zříci se své nadpřirozenosti, aby mohla dobýt jeho srdce. Vodník je zarmoucen („Prodána člověku!“) a posílá ji za Ježibabou. Zde se Rusalka na chvíli zamyslí a vede monolog k měsíci, který prosí o doručení svého milostného vzkazu milému (slavná árie „Měsíčku na nebi hlubokém“). Následuje přivolání Ježibaby a dialog s ní, kdy ji prosí o pomoc, ale Ježibaba si z ní utahuje. Nakonec Ježibaba přistoupí na dohodu, ale Rusalka se musí takřka všeho vzdát („Průsvitný svůj vodní šat“ – „Něma budeš“). A to není to nejhorší, protože jestli si nezíská Princovu lásku, tak je jejím osudem být jeho zhoubou a sama bude věčně prokletá. Ale to všechno je Rusalka schopná přijmout, protože věří v pravost a čistotu lásky dvou bytostí („Čistou lidskou duší, moje láska všechna kouzla zruší!“). Ježibaba ji tedy zve k sobě do chalupy, kde probíhá Rusalčina proměna v člověka („Čury mury fuk!“).
Všechno kolem utichne, jen z dálky se ozývají lovecké rohy a později zpěv jednoho z lovců („Jel mladý lovec“). Na scénu vbíhá Princ a udiveně se rozhlíží kolem sebe v dojmu, že zahlédl něco podivného. Pak usedá zadumán k jezeru a opět se ozývá zpěv Lovce, načež z lesa vychází skupina lovců, které Princ posílá zpátky na hrad a sám zůstává v lese u jezera. O chvílí později z chaty vyjde Rusalka, jejímž zjevem je Princ omámen (árie „Vidino divná přesladká“). Ta je zmatená, protože nemůže promluvit. Dokonce slyší nářek svých sester a Vodníka z jezera. Schoulí se bezradná do Princova náručí, který ji utěšuje a skládá jí komplimenty. Nakonec ji vzývá, aby ho následovala („Pohádko má, pojď se mnou!“) a Rusalka s ním odchází od jezera na jeho hrad.
Druhé jednání začíná na hradě scénou starého, zvědavého Hajného a mladého, naivního Kuchtíka, kteří při přípravě hostiny komentují aktuální situaci na zámku a především kritizují Rusalku, která se jim nelíbí („Holka je ti němá, kapky krve nemá, chodí jako vyjevená, to by byla čistá žena.“), ale nakonec i Prince a jeho změnu. Přestanou až ve chvíli, kdy přichází Princ s Rusalkou a on k ní vede tesklivý monolog („Již týden dlíš mi po boku“). Později se zde objeví Cizí kněžna, která Prince nemiluje, ale pro svou hrdost bojuje o jeho přízeň („Zda na chvíli princ vzpomene si přec, že hostitelem též je milenec“). Princ je z Kněžny rozrušen a uveden do rozpaků výtkami na mlčenlivost Rusalky. Jeho emoce vygradují až k tomu, že se sám oboří na zmatenou Rusalku a pak spolu s Kněžnou odcházejí a nechávají ji samotnou. Rusalka je zmatená a zarmoucená, protože si uvědomuje, že Prince ztrácí, a pomalu také odchází mezi sloupovím zámku.
Ze zámku se ozve slavnostní hudba a ze zámku vychází trubači, princova družina, svatební hosté a spousta dalších lidí, spolu s Princem, který se ztrácí ve svůdných pohledech Kněžny. Všichni se seskupí v parku a tančí polonézu. Po tanci odcházejí zpět do zámku.
Ze zámeckého jezera se vynoří Vodník, který pozoroval celé dění, je velmi znepokojen a zarmoucen („Celý svět nedá ti, nedá vodní čím říše rozkvétá!“). Pak se opět vrací celá společnost, tentokrát i s Rusalkou po boku Prince a zpívá se sbor „Květiny bílé po cestě“, který Rusalce působí velké bolesti. Po dozpívání se celá společnost opět přesouvá do zámku, ale Rusalka zmatená a zarmoucená prchá k jezeru, kde se setkává s Vodníkem, kterému se bezradná svěřuje se svým trápením(„Ó marno to je a prázdnota je v srdci mém“). Ten ale ví, že jí nemůže pomoci, protože by na ni uvalil věčnou kletbu, konejší ji tedy ve svém náručí. Poblíž se ale objeví Princ s Kněžnou a vedou intimní rozhovor – ve chvíli, kdy se on ji chystá vášnivě obejmout, se Rusalka rozběhne a Prince obejme. Ten ji však hrubě odstrčí, což Vodníka rozzuří a ukáže se Princi a zjevuje mu, že si přivodil vlastní záhubu („V jinou spěš náruč spěš a spěš, objetí jejímu neujdeš“), pak odvádí Rusalku s sebou. Zmatený Princ se vrhne Kněžně k nohám a žádá ji o spasení. Ta však opouští zámek s pocitem triumfu a zanechává Prince samotného.
Na začátku třetího jednání je Rusalka o samotě u jezera a truchlí nad svým krutým osudem („Necitelná vodní moci“) a tam ji nachází Ježibaba. Lituje Rusalku a dává jí kázání o nenapravitelnosti lidské povahy. Rusalka ji žádá o radu, a tak jí Ježibaba odhalí, že jediným řešením je „zahubit toho, jež ji oklamal“ a podává jí nůž, kterým má Prince zabít. Rusalka to ale striktně odmítá, zahazuje nůž do jezera a volí si věčné utrpení, jen aby Princ, kterého stále miluje, mohl být šťastný.
U jezera se objevuje Hajný a Kuchtík. Stará Háta je poslala k Ježibabě pro radu, protože Princ, kterého proklel Vodník, onemocněl. Pomlouvají před Ježibabou Rusalku, označují ji za čarodějnici a Vodníka za ďábla, ale ten se vynoří z jezera, protože všechno slyšel. Je rozzuřený a proklíná lidské pokolení („Pomstím se, pomstím“). Hajný a Kuchtík prchají pryč a Ježibaba se smíchem zachází do chatrče.
Setmí se a na palouku se sejdou lesní žínky, čekají na Vodníka. Když přijde, hned se na něj vrhnou, ale ten nemá náladu si s nimi hrát a přeruší je („Nelaškujte plaše, děti zlatovlasé“) a naříká nad ztrátou Rusalky. Pak se ponoří do jezera a spolu s ním zajde i měsíc. Lesní žínky prchají.
K jezeru se připotácí zmatený Princ a hledá Rusalku („Bílá moje lani“). Poznává, že je to místo, kde se poprvé setkal s Rusalkou, volá ji, nakonec ale padne znaven k zemi. Zjevuje se Rusalka a volá na něj. On je jako omámený, neví, jestli je to skutečnost, nebo sen, pak ji žádá o odpuštění. Rusalka mu vysvětluje, že jediná věc, kterou mu může dát, je zkáza. Ale to je jediná věc, po které Princ touží („Nechci se vrátit, zemru rád“). A tak ho Rusalka objímá, což Prince zabíjí, avšak je šťastný („Umírám šťasten, umírám ve tvém objetí“). Ještě se z jezera ozve sténání Vodníka, litujícího Rusalku. Operu uzavírá modlitba Rusalky za Princovu duši („Za tvou lásku, za tu krásu tvou, za tvou lidskou vášeň nestálou, za všecko, čím klet jest osud můj, lidská duše, Bůh tě pomiluj!“).

## Nahrávky
- 1948 (LP Urania 219; CD Relief CR 1903-2, Cantus Classics 5.00431/Hänssler Profil/Naxos PH 06031, vydáno 2006) Zpívají: (Rusalka) Elfride Trötschel , (vodník) Gottlob Frick, (princ) Helmut Schindler, (ježibaba) Helena Rott, (cizí kněžna) Ruth Lange, (1. lesní žínka) Eva Fleischhauer, (2. lesní žínka) Edith Hellriegel, (3. lesní žínka) Käte Höfgen, (hajný) Erich Zimmermann, (kuchtík) Lisa Otto, (lovec) Kurt Preuss. Staatskapelle Dresden a Chor der Dresdner Staatsoper řídí Joseph Keilberth (v němčině, mono, silně kráceno)
- 1952 (Supraphon, LP 1955, SLPV 94-7, CD vydáno 2005, SU 3811-2 602) Zpívají: (Rusalka) Ludmila Červinková, (vodník) Eduard Haken, (princ) Beno Blachut, (ježibaba) Marta Krásová, (cizí kněžna) Marie Podvalová, (1. lesní žínka) Maria Tauberová, (2. lesní žínka) Miloslava Fidlerová, (3. lesní žínka) Věra Krilová, (hajný) Jiří Joran, (kuchtík) Ludmila Hanzalíková, (lovec) Přemysl Kočí. Orchestr a sbor Národního divadla v Praze řídí Jaroslav Krombholc
- 1953 (nevydáno) Zpívají: (Rusalka) Maria Tauberová, (vodník) Karel Kalaš, (princ) Beno Blachut, (ježibaba) Ludmila Hanzalíková, (lovec) Bořek Rujan, (kuchtík) Štefa Petrová, (hajná) Karel Leiss, (1. lesní žínka) Milada Jirásková, (2. lesní žínka) Gabriela Najmanová, (3. lesní žínka) Dagmar Linhartová. Pražský rozhlasový orchestr a Pěvecký sbor Československého rozhlasu řídí František Dyk (průřez, v esperantu, průvodní slovo Karel Höger)[1]
- 1954 (Walhall) Zpívají: (Rusalka) E. Schneider, (vodník) Walter Berry, (princ) Waldemar Kmentt, (ježibaba) Hilde Rössl-Majdan aj. Wiener Rundfunkorchester a Wiener Rundfunkchor řídí Felix Prohaska (kráceno, v němčině)
- 1961 (Supraphon, LP SUA ST 50440-3, CD vydáno 1995, SU 0013-2 612; Line 5.00007) Zpívají: (Rusalka) Milada Šubrtová, (vodník) Eduard Haken, (princ) Ivo Žídek, (ježibaba) Marie Ovčačíková, (cizí kněžna) Alena Míková, (1. lesní žínka) Jadwiga Wysoczanská, (2. lesní žínka) Eva Hlobilová, (3. lesní žínka) Věra Krilová, (hajný) Jiří Joran, (kuchtík) Ivana Mixová, (lovec) Václav Bednář. Orchestr a sbor Národního divadla v Praze řídí Zdeněk Chalabala
- 1971 (Berlin Classics 0020332BC) Zpívají: (Rusalka) Elka Mitzewa, (vodník) Theo Adam, (princ) Peter Bindszus, (ježibaba) Annelies Burmeister aj. Staatskapelle Berlin a Chor der Deutschen Staatsoper Berlin řídí Arthur Apelt
- 1975 (Gala GL100.762) Zpívají: (Rusalka) Hildegard Behrens, (vodník) Malcolm Smith, (princ) Werner Götz, (ježibaba) Gwynn Cornell, (cizí kněžna) Hana Svobodová-Janků, (1. lesní žínka) Reingard Didusch, (2. lesní žínka) Patricia Parker, (3. lesní žínka) Keiko Yano, (hajný) Robert Hoyem, (kuchtík) Brigitte Dürrier, (lovec) Peter-Christoph Runge. Düsseldorfer Symphoniker a Chor der Deutschen Oper am Rhein řídí Peter Schneider (živá nahrávka, v němčině)
- 1976 (Opera d'Oro/Bella Voce BLV 107.237) Zpívají: (Rusalka) Teresa Stratas, (vodník) Wilard White, (princ) Ivo Žídek, (ježibaba) Gwendolyn Killebrew, (cizí kněžna) Gwendolyn Killebrew, (1. lesní žínka) Ans Philippo, (2. lesní žínka) Roberta Alxander, (3. lesní žínka) Marianne Dieleman, (hajný) Nico Boer, (kuchtík) Angela Bello, (lovec) Fons van Zijl. Het Omroeporkest a Het Nederlands Operakoor řídí Bohumil Gregor (živá nahrávka)
- 1982-83 (Supraphon, LP 1984, 10 3641-2 633, CD 2003, SU 3718-2 633; Eurodisc 880 114-915) Zpívají: (Rusalka) Gabriela Beňačková-Čápová, (vodník) Richard Novák, (princ) Wiesław Ochman, (ježibaba) Věra Soukupová, (cizí kněžna) Drahomíra Drobková, (1. lesní žínka) Jana Jonášová, (2. lesní žínka) Daniela Šounová-Brouková, (3. lesní žínka) Anna Barová, (hajný) René Tuček, (kuchtík) Jiřina Marková, (lovec) René Tuček. Českou filharmonii a Pražský filharmonický sbor řídí Václav Neumann
- 1987 (Orfeo C 638 042 I) Zpívají: (Rusalka) Gabriela Beňačková-Čápová, (vodník) Jevgenij Nesterenko, (princ) Peter Dvorský, (ježibaba) Eva Randová, (cizí kněžna) Eva Randová, (1. lesní žínka) Margaretha Hintermeier, (2. lesní žínka) Noriko Sasaki, (3. lesní žínka) Gabriele Sima, (lovec) Alexander Malý. Orchester und Chor der Wiener Staatsoper řídí Václav Neumann (živá nahrávka)
- 1997 (Koch 920473-4; Brilliant Classics/Discover) Zpívají: (Rusalka) Ursula Füri-Bernhard, (vodník) Marcello Rosca, (princ) Walter Coppola, (ježibaba) Nelly Boschkowa, (cizí kněžna) Tiziana Sojat, (1. lesní žínka) Tamara Felbinger, (2. lesní žínka) Vesna Odoran, (3. lesní žínka) Martina Gojceta, (hajný) Zeljco Grofelnik, (kuchtík) Martina Zadro, (lovec) Vitomir Marof. Záhřebskou filharmonii a Akademický sbor "Ivan Goran Kovačić" řídí Alexander Rahbari
- 1998 (Decca 460 568-2) Zpívají: (Rusalka) Renée Flemingová, (vodník) Franz Hawlata, (princ) Ben Heppner, (ježibaba) Dolora Zajick, (cizí kněžna) Eva Urbanová, (1. lesní žínka) Lívia Ághová, (2. lesní žínka) Dana Burešová, (3. lesní žínka) Hana Minutillo, (hajný) Ivan Kusnjer, (kuchtík) Zdena Kloubová, (lovec) Ivan Kusnjer. Českou filharmonii a Kühnův smíšený sbor řídí Charles Mackerras
- 2007 (Chandos CHAN 10449(3)) Zpívají: (Rusalka) Cheryl Barker, (vodník) Bruce Martin, (princ) Rosario La Spina, (ježibaba) Anne-Marie Owens, (cizí kněžna) Elizabeth Whitehouse, (1. lesní žínka) Sarah Crane, (2. lesní žínka) Taryn Fiebig, (3. lesní žínka) Dominica Matthews, (hajný) Barry Ryan, (kuchtík) Sian Pendry, (lovec) Barry Ryan. Australian Opera and Ballet Orchestra a Australian Opera Chorus řídí Richard Hickox
- 2009 (Glyndebourne GFOCD 007-09) Zpívají: (Rusalka) Ana María Martínez, (vodník) Mischa Schelomianski, (princ) Brandon Jovanovich, (ježibaba) Larissa Diadkova, (cizí kněžna) Tatiana Pavlovskaya, (1. lesní žínka) Natasha Jouhl, (2. lesní žínka) Barbara Senator, (3. lesní žínka) Élodie Méchain, (hajný) Alasdair Elliott, (kuchtík) Diana Axentii, (lovec) John Mackenzie. London Philharmonic Orchestra a The Glyndebourne Chorus řídí Jiří Bělohlávek
- 2011 (Orfeo) Zpívají: (Rusalka) Camilla Nylund, (vodník) Alan Held, (princ) Piotr Beczala, (ježibaba) Birgit Remmert, (cizí kněžna) Emily Magee, (1. lesní žínka) Anna Prohaska, (2. lesní žínka) Stephanie Atanasov, (3. lesní žínka) Hannah Esther Minutillo, (hajný) Adam Plachetka, (kuchtík) Eva Liebau, (lovec) Daniel Schmutzhard. The Cleveland Orchestra a Chor der Wiener Staatsoper řídí Franz Welser-Möst (živá nahrávka ze Salcburského festivalu 2008)

## DVD a Blu-ray záznamy
- 1982, Opéra de Marseilles, režie Jacques Karpo, diriguje János Fürst, zpívají (Rusalka) Lilian Sukis, (vodník) Dimiter Petkov, (princ) Vincenzo Manno, (ježibaba) Nuala Willis, (cizí kněžna) Livia Budai
- 1986, English National Opera, režie David Pountney, diriguje Mark Elder, zpívají (Rusalka) Eilene Hannan, (vodník) Rodney Macann, (princ) John Treleaven, (ježibaba) Ann Howard, (cizí kněžna) Phyllis Cannan (v angličtině)
- 2002, Opéra national de Paris (Bastille), režie Robert Carsen, diriguje James Conlon, zpívají (Rusalka) Renée Flemingová, (vodník) Franz Hawlata, (princ) Sergej Larin, (ježibaba) Larissa Diadkova, (cizí kněžna) Eva Urbanová
- 2010, (také Blu-ray), Bayerische Staatsoper, dirigent Tomáš Hanus, zpívají (Rusalka) Kristine Opolais, (vodník) Günther Groissböck, (princ) Klaus Vogt,(ježibaba) Janina Baechle,(cizí kněžna) Nadia Krasteva (v češtině)
- 2014, (také Blu-ray), The Metropolitan Opera, dirigent Yannick Nézet-Séguin, zpívají (Rusalka) Renée Flemingová, (vodník) John Relyea, (princ) Piotr Beczala, (Ježibaba) Dolora Zajick Archivováno 1. 2. 2014 na Wayback Machine., (hajný) Vladimír Chmelo, (kněžna) Emily Magée (v češtině)

## Filmy
- 1962, Filmové studio Barrandov, režie Václav Kašlík, hrají Rusalka — Jana Andrsová (zpívá Milada Šubrtová), Vodník — Josef Hlinomaz (zpívá Ondrej Malachovský), Princ — Vladimír Ráž (zpívá Zdeněk Švehla), Ježibaba — Jiřina Šejbalová (zpívá Věra Soukupová), Cizí kněžna — Ivana Mixová
- 1975, Československá televize, režie Bohumil Zoul, diriguje Zdeněk Chalabala, hrají Rusalka — Kateřina Macháčková (zpívá Milada Šubrtová), Vodník — Eduard Haken, Princ — Miroslav Nohýnek (zpívá Ivo Žídek), Ježibaba — Slávka Budínová (zpívá Marie Ovčačíková), Cizí kněžna — Marie Málková (zpívá Alena Míková)
- 1977, Zweites Deutsches Fernsehen, režie Petr Weigl, Bayerisches Rundfunkorchester diriguje Marek Janowski, hrají Rusalka — Magda Vašáryová (zpívá Gabriela Beňačková-Čápová), Vodník — Přemysl Kočí (zpívá Ondrej Malachovský), Princ — Milan Kňažko (zpívá Peter Dvorský), Ježibaba — Jaroslava Adamová (zpívá Libuše Márová), Cizí kněžna — Božidara Turzonovová (zpívá Milada Šubrtová), hajný — Josef Karlík (zpívá Jaroslav Stříška), kuchtík — Dagmar Veškrnová (zpívá Daniela Šounová)
- 1978, Zweites Deutsches Fernsehen, režie Petr Weigl, Bayerisches Rundfunkorchester diriguje Marek Janowski, hrají Rusalka — Magda Vašáryová (zpívá Lilian Sukis), Vodník — Přemysl Kočí (zpívá Theo Adam), Princ — Milan Kňažko (zpívá P. Hofmann), Ježibaba — Jaroslava Adamová (zpívá R. Wagemann), Cizí kněžna — Božidara Turzonovová (zpívá J. Beckmann)

## Poznámka
Motivy zakleté víly/dívky, která nesmí s princem, do něhož se zamilovala, promluvit, můžeme najít například v pohádce Malá mořská víla Hanse Christiana Andersena nebo v příběhu zakleté princezny Odetty v pohádkovém baletu Labutí jezero.